# Лейк-Мадісон (Південна Дакота)
Лейк-Мадісон (англ. Lake Madison) — переписна місцевість (CDP) в США, в окрузі Лейк штату Південна Дакота. Населення — 829 осіб (2020).

## Географія
Лейк-Мадісон розташований за координатами 43°57′35″ пн. ш. 97°1′51″ зх. д. / 43.95972° пн. ш. 97.03083° зх. д. (43.959598, -97.030855).  За даними Бюро перепису населення США в 2010 році переписна місцевість мала площу 23,58 км², з яких 12,30 км² — суходіл та 11,28 км² — водойми.

## Демографія
Згідно з переписом 2010 року, у переписній місцевості мешкали 683 особи в 315 домогосподарствах у складі 229 родин. Густота населення становила 29 осіб/км².  Було 800 помешкань (34/км²).
Расовий склад населення:
| - 98,8 % — білих - 0,6 % — чорних або афроамериканців |

До двох чи більше рас належало 0,6 %. Частка іспаномовних становила 0,3 % від усіх жителів.
За віковим діапазоном населення розподілялося таким чином: 14,9 % — особи молодші 18 років, 62,8 % — особи у віці 18—64 років, 22,3 % — особи у віці 65 років та старші. Медіана віку мешканця становила 53,6 року. На 100 осіб жіночої статі у переписній місцевості припадало 102,7 чоловіків;  на 100 жінок у віці від 18 років та старших — 106,0 чоловіків також старших 18 років.
Середній дохід на одне домашнє господарство  становив 80 197 доларів США (медіана — 69 792), а середній дохід на одну сім'ю — 87 706 доларів (медіана — 82 813). За межею бідності перебувало 18,0 % осіб, у тому числі 66,7 % дітей у віці до 18 років та 21,7 % осіб у віці 65 років та старших.
Цивільне працевлаштоване населення становило 384 особи. Основні галузі зайнятості: освіта, охорона здоров'я та соціальна допомога — 21,6 %, фінанси, страхування та нерухомість — 14,1 %, транспорт — 12,2 %.